# Annunciazione (Caravaggio)
L'Annunciazione è un dipinto di Caravaggio realizzato nella fase tarda dell'attività dell'artista, forse in Sicilia o durante il secondo soggiorno napoletano, probabilmente commissionata dal duca di Lorena Enrico II di Lorena, in olio su tela (285x205 cm) nel 1609 circa. È conservato nel Musée des Beaux-Arts di Nancy (Francia).

## Storia e descrizione
In questa opera il Caravaggio propone il tema classico dell'Annunciazione in una prospettiva nuova, e per certi versi rivoluzionaria: l'angelo infatti, nella iconografia classica, è raffigurato di fronte a Maria, in piedi o in ginocchio, comunque leggermente inchinato verso la donna; Caravaggio invece mostra l'angelo mentre è ancora in volo e volge le spalle a chi guarda; questa prospettiva dall'alto, in cui si trova pure lo spettatore, porta inoltre la figura dell'angelo ad essere più grande di quella di Maria; infine è Maria ad essere inchinata di fronte al messaggero di Dio, e non viceversa.
L'opera fu quasi sicuramente lasciata incompiuta dal pittore, probabilmente a causa della sua continua fuga dopo il soggiorno a Malta, e finita da qualche allievo. Ciò s'intuisce osservando attentamente le figure dell'angelo (che si distingue netta nel disegno e nel potente chiaroscuro) e quella della Vergine e dello sfondo (più "inconsistenti" se non addirittura vaporosi).